# TGI D-RISE
TGI D-RISE（ティー・ジー・アイ・ディー・ライズ）は、栃木県小山市を本拠地として、NBDLに所属していたバスケットボールチームである。
リンク栃木ブレックス（現：宇都宮ブレックス）の下部組織として活動していたチームで、現在、B.LEAGUEに所属しているパスラボ山形ワイヴァンズの実質的な前身となったチームである。

## 概要
プロアマ混合チームとして組織されていた。それまで『デベロップメント・プレイヤー』と称した練習生を入団させたことはあったが、D-RISEはいわゆる二軍と位置づけられ、中長期的育成などを目的として設立された。このような下部組織はbjリーグの一部チームで採用している他、JBLでもレラカムイ北海道にて設立を検討されていた。
選手はB契約・C契約（有給契約）とD契約（無給契約）で構成される。有給契約はスクールインストラクター業務を週2回稼動することが条件とし、D契約はアウェー遠征には帯同しなかった。活躍次第では一軍に当たるブレックスへの昇格の可能性もあるが、逆にブレックス（A契約）の選手が降格となる可能性もある。選手枠は最大16名で、そのうち有給契約は12名まで。
所属選手は28歳以下で契約更新は最大3シーズンまで（JBL所属歴のある場合はこの限りでない）。

### チーム名の由来
『TGI』は、活動エリアである「Tochigi（栃木）」「Gunma（群馬）」「Ibaraki（茨城）」の頭文字から、『D-RISE』の『D』は「Development（育成）」「Dream（夢）」「Dynamic（活性化）」より、『RISE』はトップ選手への上昇を意味する。

## 歴史
2009年、育成チーム（デベロップメント・チーム、通称：D-TEAM）の結成を発表した。
トップチームに所属した選手を中心とする有給契約選手（プロフェッショナル）に、トライアウトで獲得した無給契約選手（アマチュア）を加えて結成し、クラブ連盟に登録。当初のチーム名は「ブレックス・バスケットボールクラブ」。これは元々仮称であり、2009年内に正式なチーム愛称を発表する予定だったが、諸事情により延期された。
2010-2011シーズンよりJBL2に参入。JBL所属チームの下部組織としては史上初のJBL2参入となる。また、このシーズンよりJBLの移籍に関するルール改正が施され、シーズン中の登録変更が2回まで可能になったため、シーズン中の昇格・降格が行われる場合もある。
2010年6月1日、新たなチーム名が「TGI D-RISE（ティージーアイ・ディー・ライズ）」に決定。旧ブレックスクラブ選手にトライアウト獲得選手を加えてJBL2に参戦する。
JBL2開幕直前にリンク栃木からショーン・ヒンクリー、開幕後に並里成が加わった（いずれも後にトップチーム復帰）。
2013年8月、2014-15シーズンから運営権を「パスラボ山形ワイヴァンズ」に譲渡し、フランチャイズを山形県に移すことを発表した。大塚商会アルファーズがトップチームであるブレックスにリーグの会員権を譲渡しただけで別途存続している状況とは違い、新チーム（パスラボ山形ワイヴァンズ）の前身になるという形で5年間の歴史に幕を閉じることとなった。なお、リンク栃木とは提携関係を持続していく方針となった。

## 成績

### JBL2
| 年度    | リーグ | 回 | レギュラーシーズン | レギュラーシーズン | レギュラーシーズン | セミファイナル               | セミファイナル               | ファイナル                   | ファイナル                   | 最終結果                     |
| 年度    | リーグ | 回 | 勝                 | 敗                 | 順位               | 勝                           | 敗                           | 勝                           | 敗                           | 最終結果                     |
| ------- | ------ | -- | ------------------ | ------------------ | ------------------ | ---------------------------- | ---------------------------- | ---------------------------- | ---------------------------- | ---------------------------- |
| 2010-11 | JBL2   | 4  | 12                 | 10                 | 3位                | 震災のためプレイオフ実施せず | 震災のためプレイオフ実施せず | 震災のためプレイオフ実施せず | 震災のためプレイオフ実施せず | 震災のためプレイオフ実施せず |
| 2011-12 | JBL2   | 5  | 17                 | 10                 | 5位                | ---                          | ---                          | ---                          | ---                          | 5位                          |
| 2012-13 | JBL2   | 6  | 23                 | 9                  | 1位                | ---                          | ---                          | ---                          | ---                          | 4位                          |

### 獲得タイトル
- 2009-10
  - 小山市総合競技選手権大会：優勝
  - 栃木県総合選手権大会兼関東総合選手権大会栃木県予選会：優勝
  - 栃木県クラブ選手権大会兼全国クラブ選手権大会関東予選会：優勝

## 選手とスタッフ

### スタッフ
- ヘッドコーチ：金澤篤志

### 選手
| No. | P   | 名前               | 生年 | 身長、体重   | 出身     | 前所属                 |
| --- | --- | ------------------ | ---- | ------------ | -------- | ---------------------- |
| 2   | G/F | 石川裕一           | 1990 | 185cm、80kg  | 福岡県   | 白鷗大学               |
| 3   | G   | 粂川岳勤           | 1990 | 165cm、63kg  | 栃木県   | 江戸川大学             |
| 4   | G   | 細谷将司           | 1989 | 173cm、72kg  | 神奈川県 | 関東学院大学           |
| 6   | F   | マイケル・ナナリー | 1986 | 203cm、107kg | アメリカ | パシフィック大学       |
| 11  | G   | 堤啓士朗           | 1986 | 180cm、78kg  | 福岡県   | 群馬クレインサンダーズ |
| 17  | F   | 上松大輝           | 1990 | 187cm、72kg  | 栃木県   | 群馬クレインサンダーズ |
| 21  | F/C | 中川真雄           | 1989 | 195cm、89kg  | 滋賀県   | 青山学院大学           |
| 26  | F   | 上杉翔             | 1990 | 190cm、90kg  | 福島県   | 拓殖大学               |
| 30  | G   | 鳴海亮             | 1987 | 170cm、67kg  | 長野県   | 新潟アルビレックスBB   |
| 41  | G   | 輪島射矢           | 1985 | 175cm、75kg  | 北海道   | 千葉エクスドリームス   |
| 65  | G   | 石川優希           | 1987 | 173cm、69kg  | 島根県   | 鹿屋体育大学           |
| 99  | F   | 柳沢伸典           | 1982 | 194cm、90kg  | 埼玉県   | つくばロボッツ         |

### 過去の所属選手
- ポール・ビュートラック
- 椎名雄大
- 大内悟
- 小沼功治
- 伊戸重樹
- 尾崎裕巳
- 松木拓也
- 荒井尚光
- 劉衡
- 奥本友人
- 中村和貴
- 久山智志
- 齊藤洋介
- 亀﨑光博
- 新垣貴大
- 井手勇次
- 藤江建典
- 鮫島宗一郎
- 菅澤紀行
- 下地恵輔
- 中西良太
- 八幡圭祐
- 及川啓史
- 早川ジミー
- 笠原大史
- 髙村成寿
- 今井雄大
- 上松大輝
- 大塚裕土

#### A契約を経験した選手
- 多嶋朝飛
- ショーン・ヒンクリー
- 並里成
- 遠藤祐亮